# Pentacalia epiphytica
Pentacalia epiphytica là một loài thực vật có hoa trong họ Cúc. Loài này được (Kuntze) Cuatrec. mô tả khoa học đầu tiên năm 1981.